# Passeport chinois
Le passeport chinois (en chinois : 中华人民共和国护照 ; pinyin : Zhōnghuá Rénmín Gònghéguó hùzhào) est un document de voyage international délivré aux ressortissants chinois qui se sont enregistrés comme résidents de la Chine continentale, qui peut aussi servir de preuve de la citoyenneté chinoise. Selon le principe « un pays, deux systèmes », le passeport de la région administrative spéciale de Hong Kong et le passeport de la région administrative spéciale de Macao sont délivrés respectivement aux ressortissants chinois qui sont résidents permanents de Hong Kong et de Macao par le gouvernement de chaque région administrative spéciale avec l'autorisation du gouvernement central de la république populaire de Chine.

## Liste des pays sans visa ou visa à l'arrivée

Carte des exigences en matière de visa pour les citoyens chinois titulaires d'un passeport chinois ordinaire
Chine continentale
Permis d'entrée et de sortie requis pour Hong Kong et Macau
Visa non requis
Visa à l'arrivée ou en ligne
Visa à l'arrivée
eVisa
Visa requis en avance
Le visa peut être délivré, mais l'admission à des fins touristiques sera très probablement refusée
Accès touristique restreint

Les exigences de visa pour les citoyens chinois sont des restrictions administratives d'entrée imposées par les autorités d'autres États aux citoyens de la république populaire de Chine. Selon l'indice des restrictions de visa Henley du 1er janvier 2025, les titulaires d'un passeport chinois se voient accorder un visa gratuit ou un visa à l'arrivée dans 83 pays et territoires, classant le passeport chinois au 58e rang mondial,. Le passeport chinois est également le mieux classé parmi les états communistes. Avant février 2014, les autorités chinoises de l'immigration n'autorisaient généralement pas les citoyens chinois continentaux à embarquer sur des vols aller sans visa valide pour le pays de destination, même si le pays de destination accordait un visa à l'arrivée aux détenteurs d'un passeport chinois, à moins que la sortie n'ait été approuvée par le ministère de la sécurité publique. Des exceptions étaient possibles si le voyageur avait un visa de pays tiers et un vol de correspondance entre le pays de destination et le pays tiers.